# Старая (Ленинградская область)
Ста́рая (фин. Vanhakylä — Старая деревня) — упразднённая деревня на территории Колтушского городского поселения Всеволожского района Ленинградской области.
С 25 июня 2023 года является частью вновь образованного города Колтуши.

## История
Деревня Старая впервые была обозначена на картах Санкт-Петербургской губернии 1792 года, на берегу ручья Безымянного (позже он будет называться Хумалаев ручей), притока Оккервиля.
Под названием Старая Деревня она упоминается на «Карте окружности Санкт-Петербурга» 1810 года.

СТАРАЯ — деревня принадлежит ротмистру Александру Чоглокову, жителей по ревизии 97 м. п., 104 ж. п. (1838 год)

Согласно карте западной части России Ф. Ф. Шуберта, в 1844 году деревня Старая насчитывала 27 дворов.
Деревня Старая упоминается на Плане генерального межевания Шлиссельбургского уезда.
В пояснительном тексте к этнографической карте Санкт-Петербургской губернии П. И. Кёппена 1849 года она записана как деревня Wanhakylä (Старая Деревня), где также указано количество её жителей на 1848 год: савакотов — 82 м. п., 114 ж. п., всего 196 человек, финляндских карелов — 43 м. п., 27 ж. п., всего 141 человек и три русских семьи.

СТАРАЯ — деревня г. Чоглокова, по просёлкам, 33 двора, 102 души м. п. (1856 год)

Число жителей деревни по X-ой ревизии 1857 года: 110 м. п., 126 ж. п..
В 1860 году в деревне было 44 двора.

КОЛТУШИ СТАРЫЕ — деревня владельческая, при колодцах, 42 двора, жителей 110 м. п., 126 ж. п., Волостное правление. (1862 год)

В 1862—1868 годах местные крестьяне Иван, Симон и Павел Матвеевич Яскеляйнены купили у г. Чоглокова по 10 десятин земли каждый.
Согласно подворной переписи 1882 года в деревне проживала 51 семья, число жителей: 126 м. п., 136 ж. п., лютеране: 121 м. п., 132 ж. п., разряд крестьян — собственники, а также пришлого населения 16 семей, в них: 38 м. п., 38 ж. п., лютеране: 36 м. п., 34 ж. п..
- План деревни Старая. 1885 год

На карте Санкт-Петербургской губернии 1885 года деревня Старая обозначена как Старые Колтуши из 63 дворов, в свою очередь деревня Колтуши обозначена, как ещё одна деревня Новая из 17 дворов. По данным Материалов по статистике народного хозяйства в Шлиссельбургском уезде 1885 года, 38 крестьянских дворов в деревне (или 74 % всех дворов), занимались молочным животноводством, 9 крестьянских дворов (или 18 % всех дворов), выращивали на продажу смородину, чёрную смородину, клубнику, яблоки и крыжовник.
Согласно Материалам по статистике народного хозяйства Шлиссельбургского уезда 1889 года, 8 десятин земли в деревне Старая принадлежали местной крестьянке М. С. Мишиной, земля была приобретена ею ранее 1868 года и «сдавалась в аренду финляндским уроженцам по 35 рублей в год».
В 1893 году, согласно карте Шлиссельбургского уезда, деревня Старая насчитывала 42 крестьянских двора.

СТАРАЯ — деревня на земле Колтушского сельского общества при губернской земской дороге; 59 дворов, 162 м. п., 184 ж. п., всего 346 чел. мелочная лавка.
(1896 год)

В конце XIX — начале XX века деревня административно относилась к Колтушской волости 2-го стана Шлиссельбургского уезда Санкт-Петербургской губернии. Население деревни было однородным — финским.
В 1902 году на Всероссийской кустарно-промышленной выставке в Таврическом дворце от Колтушской волости Шлиссельбургского уезда были представлены: «шерстяные чулки», сработанные Екатериной Семёновной Антонен, «ковры и перчатки», сработанные Еленой Ивановной Яскелайнен и «перчатки шерстяные», сработанные Сусанной Андреевной Яскелайнен, все из деревни Старая.
В 1909 году в деревне открылась земская школа. Учителем в ней работал выпускник Колпанской семинарии Й. Парккинен.
В 1914 году в деревне работали уже две школы (1-е и 2-е Стародеревенское училище), учителями в которых были соответственно Адам Яковлевич Паркинен и Евдокия Сергеевна Ионова.

СТАРАЯ — деревня Стародеревенского сельсовета Ленинской волости, 97 хозяйств, 475 душ.

Из них: русских — 10 хозяйств, 29 душ; финнов-ингерманландцев — 86 хозяйств, 437 душ; немцев — 1 хозяйство, 9 душ. (1926 год)

Деревня Старая являлась центром Стародеревенского сельсовета, по данным переписи населения 1926 года в него входили деревни: Аро, Колтуши, Старая и Янино.
По административным данным 1933 года деревня Старая относилась уже к Колтушскому финскому национальному сельсовету.
В 1930-е годы в деревне Старая находился колхоз «Перелом», обобществивший 57 га земли, 6 лошадей, 8 коров и насчитывавший 14 работников.
В 1938 году население деревни составляло 634 человека, из них русских — 250 человек, финнов — 384 человека.

СТАРАЯ — деревня Колтушского сельсовета, 726 чел. (1939 год)

- План деревни Старая. 1939 год

В 1940 году деревня насчитывала 106 дворов.
Во время войны в деревне находилось правление колхоза «Перелом». В 1941 году в нём работало от 40 до 50 человек, в 1942 году — около 20. Выращивали картофель и другие овощи, держали 4-5 коров, продукты поставляли воинским частям и на склад в Мельничный Ручей. Председатели: 1942—1943 гг. — Ветчинкин Илья Петрович, с 1943 года — Горошко Корней Петрович.
До 1942 года — место компактного проживания ингерманландских финнов.
В 1958 году население деревни составляло 807 человек.
По административным данным 1973 года в деревне располагалась центральная усадьба совхоза «Всеволожский».
По данным 1966, 1973 и 1990 годов деревня Старая входила в состав Колтушского сельсовета.
В 1997 году в деревне проживал 3591 человек, в 2002 году — 4466 человек (русских — 86 %), в 2007 году — 5164.
31 мая 2023 года Законодательное собрание Ленинградской области приняло сразу в трёх чтениях законопроект об образовании города Колтуши. Проект предполал объединение деревни Колтуши с деревней Старая в один населённый пункт с сохранением наименования Колтуши. Укрупнённый населённый пункт Колтуши предлагалось отнести к категории «город». Закон был подписан губернатором 14 июня 2023 года, вступил в силу 25 июня 2023 года.

## География
Деревня расположена в юго-западной части района на автодороге 41К-079 (Санкт-Петербург — Колтуши).
Расстояние до административного центра поселения — 0,5 км.
Расстояние до ближайшей железнодорожной станции Заневский Пост — 10 км.
Деревня находится на Колтушской возвышенности.

## Демография
| 2002 | 2007  | 2010  | 2017    | 2021    |
| ---- | ----- | ----- | ------- | ------- |
| 4466 | ↗5164 | ↗8868 | ↗12 018 | ↗13 836 |

## Административное подчинение
- с 1 марта 1917 года — в Стародеревенском сельсовете Колтушской волости Шлиссельбургского уезда.
- с 1 февраля 1923 года — в Стародеревенском сельсовете Ленинской волости Ленинградского уезда.
- с 1 августа 1927 года — в Стародеревенском сельсовете Ленинского района Ленинградского округа.
- с 1 июля 1930 года — в Колтушском сельсовете Ленинградского Пригородного района.
- с 1 августа 1936 года — в Колтушском сельсовете Всеволожского района[35].

## Достопримечательности
- В 2012 году на улице Генерала Чоглокова был открыт памятник генералу Павлу Николаевичу Чоглокову.

## Фото
- Памятник в знак благодарности за самоотверженный труд работникам мелиорации сельскохозяйственых земель
- Деревня Старая. 2014 год

## Прочее
Рядом со Старой находится территория агрофирмы «Выборжец».

## Улицы
1-я Баррикадная, 2-я Баррикадная, Верхняя, Генерала Чоглокова, Иоанна Кронштадтского, Колтушское шоссе, Мира, Молочный переулок, Нижняя, Новая, Новосергиевский проезд, Павловский проезд, Полевая, Садовая, Солнечная, Школьный переулок.